# Erik Insulander
Per Erik Gustaf Insulander, född 31 mars 1871 i Ovansjö socken, Gävleborgs län, död 1 maj 1939  i Stockholm, var en svensk agronom och ämbetsman. Han var brorson till Ivar Insulander.

## Biografi
Insulander blev student 1889, genomgick Ultuna lantbruksinstitut 1891–1893, var lantbruksskollärare 1893–1901, arrendator av Tullgarns kungsgård 1903–1914 och sekreterare hos Östergötlands läns hushållningssällskap 1913–1918 samt ledamot av folkhushållningskommissionen 1916, dess vice ordförande 1917 och ordinarie 1919–1920 Han blev 1916 t.f. och 1918 ordinarie byråchef i Lantbruksstyrelsen samt generaldirektör och chef där 1920–1938. Han var bland annat även inspektör för den lägre lantbruksundervisningen 1913–1918 och sekreterare hos Ayrshireföreningen 1899–1918. Han blev ledamot av Lantbruksakademien 1910 och kommendör med stora korset av Nordstjärneorden 1930. Insulander är begravd på Trosa lands kyrkogård.